# Latinska namn på svenska platser
Latinska namn på svenska platser är en lista över de latinska motsvarigheter till vissa svenska ortnamn som användes från medeltiden och framåt i svensk och utländsk litteratur.
Det fanns ingen enhetlig standard för de latinska namnen. Flera latinska varianter kunde därför användas för ett och samma svenska ortnamn. Ibland lades endast en latinsk ändelse till ortnamnet, ibland ändrades också ordstammen. Tabellen redovisar först och främst de vanligare latinska namnformerna.

## Tabelluppställning
Förutom ortnamnen redovisar tabellen i den högra kolumnen dels adjektiviserade former av namnen, som Helsingicus (hälsingsk, hälsinge-) för landskapet Helsingia (Hälsingland), dels namnformer som antagits av enskilda personer och släkter som tillnamn eller regelrätta släktnamn för att uttrycka härkomst: (Helsingius eller Helsingus, hälsinge)
Posterna redovisas i standardläge per landskap eller större område. Tabellen är dock sorterbar. Genom att klicka på pilen i rubrikraden i någon av kolumnerna för Landskap/område, Svenskt namn eller Latinskt namn sorteras posterna alfabetiskt i denna kolumn.

## Tabell över svenska ortnamn på latin
| Landskap/område | Svenskt namn                             | Latinskt namn                                                                           | Demonym                                                           |
| --------------- | ---------------------------------------- | --------------------------------------------------------------------------------------- | ----------------------------------------------------------------- |
| Blekinge        | Blekinge                                 | Blecongia (1315), Blekingia; Blechingia                                                 | Blekingensis, Blechingius                                         |
| Blekinge        | Karlshamn                                | Carlshamnia                                                                             | Carlshamniensis, Carlshamnensis                                   |
| Blekinge        | Karlskrona                               | Caroli corona, Carolicoronia                                                            | Carolicoroniensis, Carolicoronus                                  |
| Blekinge        | Kristianopel (f.d. stad)                 | Christianopolis                                                                         | Christianopoliensis                                               |
| Bohuslän        | Bohuslän                                 | Bahusia                                                                                 | Bahusiensis, Bahusius                                             |
| Bottnen         | Västerbotten, Norrbotten och Österbotten | Bothnia                                                                                 | Bothniensis                                                       |
| Dalarna         | Dalarna                                  | Dalecarlia; Valles                                                                      | Dalecarliensis; Dalecarlicus; Dalecarlius; Dalecarlus; Dalicus    |
| Dalarna         | Falun                                    | Faluna                                                                                  | Falunensis                                                        |
| Dalsland        | Dalsland                                 | Dalia                                                                                   | Daliensis                                                         |
| Dalsland        | Åmål                                     | Amola; Amalia (enbart 1800-tal)                                                         | Amaliensis                                                        |
| Gotland         | Gotland                                  | Gothlandia                                                                              | Gothus, Gothlandius                                               |
| Gotland         | Visby                                    | Visbya (sällan Visbia)                                                                  | Visbyensis                                                        |
| Gästrikland     | Gästrikland                              | Gestricia                                                                               | Gestriciensis, personnamn Gestricius                              |
| Gästrikland     | Gävle                                    | Gevalia                                                                                 | Gevalensis, personnamn Gevalius                                   |
| Halland         | Halland                                  | Hallandia                                                                               | Hallandensis (Hallandiensis), personnamn Hallandus                |
| Halland         | Varberg                                  | Varburgum; Varberga                                                                     | Varbergensis                                                      |
| Hälsingland     | Hälsingland                              | Helsingia                                                                               | Helsingicus, Helsingius, Helsingus                                |
| Hälsingland     | Alir (medeltida land i Hälsingland)      | Ala, Alora                                                                              |                                                                   |
| Hälsingland     | Faxeholm (borgen)                        | arx Faxaholmia                                                                          |                                                                   |
| Hälsingland     | Hudiksvall                               | Hudiksvallia (Hudikswallia); Hundinsvalla                                               | Hudiksvallensis                                                   |
| Hälsingland     | Nordanstig                               | Nordanstiga                                                                             |                                                                   |
| Hälsingland     | Söderhamn                                | Suderhamnia, Söderhamnia                                                                |                                                                   |
| Hälsingland     | Sunded                                   | Sundhedia                                                                               |                                                                   |
| Härjedalen      | Härjedalen                               | Herdalia                                                                                | Herdalensis, personnamn Herdalus                                  |
| Jämtland        | Jämtland                                 | Jemtia; Jempthia                                                                        | Jemtius                                                           |
| Lappland        | Lappland                                 | Lapponia; Lapponia Occidentalis (Västra Lappland); Lapponia Orientalis (Östra Lappland) | Lapponiensis, personnamn Lapponius                                |
| Medelpad        | Medelpad                                 | Medelpadia; Middelpadia                                                                 | Medelpad(i)ensis, personnamn Medelpad(i)us                        |
| Medelpad        | Sundsvall                                | Sundsvallia                                                                             | Sundsvalliensis, Sundsvallensis                                   |
| Norrbotten      | Norrbotten                               | Norbotnia (inte vanlig); Bothnia Septentrionalis                                        | Bothniensis                                                       |
| Norrbotten      | Luleå                                    | Lula                                                                                    | Lulensis                                                          |
| Norrbotten      | Piteå                                    | Pitovia, Pithoa [Hrm]                                                                   |                                                                   |
| Norrland        | Norrland                                 | Nordlandia; Norlandia                                                                   | Nordlandensis                                                     |
| Närke           | Närke                                    | Nericia                                                                                 | Nericiensis, personnamn Nericius                                  |
| Närke           | Örebro                                   | Oerebroa, Orebroa, Orebrogia, Örebrogia                                                 | Oerebroensis, personnamn Orebrogius                               |
| Skåne           | Skåne                                    | Scania; Schoningia                                                                      | Scaniensis, Scanensis                                             |
| Skåne           | Helsingborg                              | Helsingburgum, Helsinburgum, Helsingoburgum                                             |                                                                   |
| Skåne           | Lund                                     | Lundia, Lunda [Hrm]                                                                     | Lundensis                                                         |
| Skåne           | Malmö                                    | Malmogia                                                                                | Malmogiensis, Malmogensis                                         |
| Skåne           | Simrishamn                               | Symbrishafnis (1378)                                                                    |                                                                   |
| Skåne           | Ystad                                    | Ystadia, Ystada [Hrm]                                                                   | Ydstadiensis, Ystadiensis                                         |
| Småland         | Småland                                  | Smolandia; Smalandia; Gothia meridionalis; Gothia australis                             | Smolandiensis, Smolandensis, Smolandus                            |
| Småland         | Eksjö                                    | Ekesio, Ekesioea                                                                        |                                                                   |
| Småland         | Gränna                                   | Grenna                                                                                  | Grennensis                                                        |
| Småland         | Jönköping                                | Junecopia, Jenecopia [Hrm]                                                              | Junecopiensis, Junecopensis                                       |
| Småland         | Kalmar                                   | Calmaria                                                                                | Calmariensis, Calmarensis                                         |
| Småland         | Visingsö                                 | Visingia                                                                                | Visingensis                                                       |
| Småland         | Värend                                   | Weringiam [ackusativ] (1178–1201); Verendia                                             |                                                                   |
| Småland         | Västervik                                | Vestrovicum                                                                             | Vestrovicensis                                                    |
| Småland         | Växjö                                    | Vexio                                                                                   | Vexionensis                                                       |
| Sverige         | Sverige                                  | Suedia                                                                                  | Suedus                                                            |
| Södermanland    | Södermanland                             | Sudermannia                                                                             | Sudermannus                                                       |
| Södermanland    | Nyköping                                 | Nycopia, Nicopia                                                                        | Nycopiensis, Nycopensis                                           |
| Södermanland    | Strängnäs                                | Strengnesia                                                                             | Strengnensis                                                      |
| Södermanland    | Mariefred                                | Pax Mariae                                                                              |                                                                   |
| Södermanland    | Södertälje                               | Telga [Hrm], Telga Australis                                                            | Telgensis                                                         |
| Södermanland    | Torshälla                                | Torsilia                                                                                | Torsiliensis                                                      |
| Södermanland    | Södertörn                                | Toernea Meridionalis                                                                    |                                                                   |
| Uppland         | Uppland                                  | Uplandia; Oplandia                                                                      | Uplandensis, Uplandus, Uplandicus                                 |
| Uppland         | Enköping                                 | Enecopia                                                                                | Enecopensis                                                       |
| Uppland         | Falebro                                  | Falebroënsis pons                                                                       |                                                                   |
| Uppland         | Norrtälje                                | Nortelga [Hrm], Telga Borealis                                                          | Telgensis                                                         |
| Uppland         | Sigtuna                                  | Sigtunia, Situne                                                                        | Sigtunensis                                                       |
| Uppland         | Stockholm                                | Holmia, Stockholmia                                                                     | Holmiensis, Stockholmiensis, Stockholmensis                       |
| Uppland         | Uppsala                                  | Upsalia, Ubsalia, Arosia (även Västerås)                                                | Upsaliensis                                                       |
| Värmland        | Värmland                                 | Vermelandia                                                                             | Vermelandensis, Vermelandus                                       |
| Värmland        | Filipstad                                | Philippistadium                                                                         |                                                                   |
| Värmland        | Karlstad                                 | Carolstadium                                                                            | Carolstadensis                                                    |
| Värmland        | Kristinehamn                             | Christinaehamnia                                                                        |                                                                   |
| Västerbotten    | Västerbotten                             | Vestrobotnia; Westrobotnia; Bothnia Occidentalis                                        | Bothniensis, Vestrobothniensis; Westro-botniensis                 |
| Västerbotten    | Umeå                                     | Uma                                                                                     | Umensis, Umiensis                                                 |
| Västergötland   | Västergötland                            | Vestrogothia; Westrogothia                                                              | Vestrogothus (Westrogothus)                                       |
| Västergötland   | Alingsås                                 | Alingsasa, Alingsasia                                                                   | Alingsasiensis                                                    |
| Västergötland   | Borås                                    | Boërosia, Borasia [Hrm]                                                                 |                                                                   |
| Västergötland   | Falköping                                | Falcopia [Hrm]                                                                          |                                                                   |
| Västergötland   | Göteborg                                 | Gothoburgum, Goteburgum [Hrm]                                                           | Gothoburgensis                                                    |
| Västergötland   | Lidköping                                | Lidkopia [Hrm]                                                                          | Lidcopensis                                                       |
| Västergötland   | Mariestad                                | Mariaestadium                                                                           | Mariaestadensis, Mariaestadius                                    |
| Västergötland   | Skara                                    | Scara                                                                                   | Scarensis                                                         |
| Västergötland   | Skövde                                   | Schedvia                                                                                | Schedviensis                                                      |
| Västmanland     | Västmanland                              | Vestmannia                                                                              | Vestmannus                                                        |
| Västmanland     | Arboga                                   | Arbuga (1292), Arboga, Arbogia                                                          | Argburgensis (1291), Arbogiensis, Arbogensis, personnamn Arbogius |
| Västmanland     | Köping                                   | Copingia (Kopingia)                                                                     | Copingius                                                         |
| Västmanland     | Lindesberg                               | Linda [Hrm]                                                                             |                                                                   |
| Västmanland     | Västerås                                 | Arosia                                                                                  | Arosiensis                                                        |
| Ångermanland    | Ångermanland                             | Angermannia                                                                             | Angermannicus, Angermannus                                        |
| Ångermanland    | Härnösand                                | Hernoesandia                                                                            | Hernoesandensis, Hernoesandiensis                                 |
| Öland           | Öland                                    | Oelandia, Olandia, Ölandia                                                              | Olandensis                                                        |
| Östergötland    | Östergötland                             | Ostrogothia                                                                             | Ostrogothensis, Ostrogothus                                       |
| Östergötland    | Linköping                                | Lincopia                                                                                | Lincopiensis, Lincopensis; personnamn Lincopius                   |
| Östergötland    | Norrköping                               | Norcopia                                                                                | Norcopensis, Norcopiensis; personnamn Norcopius                   |
| Östergötland    | Söderköping                              | Sudercopia, Sudhercopia                                                                 | Sudercopensis, Sudhercopensis, Sudercopiensis, Sudhercopiensis    |
| Östergötland    | Vadstena                                 | Vastena, Vastenium                                                                      | Vadsteniensis, Vadstenensis, Vastenensis; personnamn Vadstenius   |